# Michael Massee
Michael Groo Massee (ur. 1 września 1952 w Kansas City, zm. 20 października 2016 w Los Angeles) – amerykański aktor filmowy i telewizyjny, często obsadzany w rolach czarnych charakterów.

## Życiorys

### Wczesne lata
Urodził się w Kansas City w Missouri jako syn Holly i Jacka Groo Massee. Miał brata Happy’ego oraz dwie siostry – Kim i Robin. W 1954 wraz z rodziną przeniósł się do Paryża, gdzie jego ojciec pracował w UNESCO. Po ukończeniu szkoły średniej powrócił do Stanów Zjednoczonych, osiedlając się w Nowym Jorku, gdzie ukończył Hunter College z tytułem bakalaureat na wydziale teatralnym i studiował aktorstwo w Neighborhood Playhouse School of the Theatre.

### Kariera
Zadebiutował na ekranie jako Joe w komedii romantycznej My Father Is Coming (1991) z Annie Sprinkle. Mówił płynnie po francusku, dlatego został zaangażowany do dramatu Sześć dni, sześć nocy (À la folie, 1994) z muzyką Michaela Nymana i udziałem Anne Parillaud, Béatrice Dalle i Alaina Chabata, a film był prezentowany na 51. Festiwalu Filmowym w Wenecji. Wystąpił w roli detektywa Bainesa w komedii familijnej Home of Angels (1994) z Abe Vigodą, Joe Frazierem i Anne Murray.
31 marca 1993 podczas kręcenia jednej ze scen filmu Alexa Proyasa Kruk postrzelił Brandona Lee ze skutkiem śmiertelnym. Zdarzenie zostało uznane za nieszczęśliwy wypadek. Był tak zszokowany wydarzeniem, że wrócił do Nowego Jorku i wziął rok wolnego od aktorstwa i nigdy nie widział tego filmu.
W dreszczowcu Davida Finchera Siedem (1995) u boku Brada Pitta i Morgana Freemana wystąpił jako recepcjonista w klubie dla fetyszystów. W miniserialu NBC Objawienia (Revelations, 2005) z Billem Pullmanem i Nataschą McElhone zagrał antagonistę jako satanista Isaiah Haden. Podkładał głos czarnego charakteru Spellbindera w Batman (2005) i postaci doktora Bruce’a Bannera w Ultimate Avengers (2006) i jego sequelu Ultimate Avengers 2: Rise of the Panther (2006).
Pojawiał się gościnnie w serialach, w tym 24 godziny (2001) jako Ira Gaines, Zabójcze umysły (Criminal Minds, 2006) jako seryjny morderca oczekujący na egzekucję w celi śmierci i Fringe: Na granicy światów (2012) jako Anson Carr.

## Życie prywatne
W 1997 ożenił się z Ellen Sussdorf. Mieli dwójkę dzieci: syna Jacka i córkę Lily.
Zmarł 20 października 2016 w Los Angeles w wieku 64 lat na nowotwór żołądka.

## Filmografia

### Filmy
- 1994: Kruk jako Funboy
- 1995: Burnzy’s Last Call jako Luke
- 1995: Siedem jako człowiek w Massage Parlour
- 1995: Tales from the Hood jako Newton
- 1995: The Low Life jako kelner
- 1995: Sahara jako Leroux
- 1996: Przerwany romans jako Dwight Bennett
- 1996: Szczęśliwy dzień jako Eddie Parker
- 1997: Koniec przemocy jako Facet w barze
- 1997: Amistad jako strażnik więzienny
- 1997: Guy jako Mark
- 1997: Udając Boga jako Thomas Gage
- 1997: Zagubiona autostrada jako Andy
- 1999: Parada oszustów jako Ralph Pines
- 2001: The Theory of the Leisure Class jako McMillan
- 2003: Projekt „Momentum” jako Adrian Geiger
- 2004: Kobieta-Kot jako Armando
- 2012: Niesamowity Spider-Man jako Gustav Fiers
- 2014: Niesamowity Spider-Man 2 jako Gustav Fiers

### Seriale
- 1993–2002: Z Archiwum X jako Vernon Ephesian (gościnnie)
- 1995: Szeryf jako Stanley (gościnnie)
- 1995–1997: Murder One jako Donny McKee (gościnnie)
- 1996–2001: Nash Bridges jako Gerard Marquette / Harley Corzine (gościnnie)
- 1996–1999: Millennium jako Purdue (gościnnie)
- 1997–2004: Kancelaria adwokacka jako Norman Tucker (gościnnie)
- 1997: Ostatni don jako Jim Losey
- 2001–2006: Agentka o stu twarzach jako dr Burris (gościnnie)
- 2001: 24 godziny jako Ira Gaines (gościnnie)
- 2003: Dowody zbrodni jako Kiril (gościnnie)
- 2003–2004: Raport o zagrożeniach jako Campbell Prokop (gościnnie)
- 2003–2004: Obława jako Victor Hellman (gościnnie)
- 2003–2005: Carnivàle jako rosyjski żołnierz (gościnnie)
- 2005: Nie z tego świata jako Kubrick (gościnnie)
- 2005: Objawienia jako Isaiah Haden
- 2007: Wirus zagłady jako Edward Vicente
- 2008: Prawo i porządek: Zbrodniczy zamiar jako Jordie Black (gościnnie)
- 2009–2010: FlashForward: Przebłysk jutra jako Dyson Frost